# 福井県道11号福井停車場線
福井県道11号福井停車場線（ふくいけんどう11ごう ふくいていしゃじょうせん）は、福井県福井市を通る県道（主要地方道）である。

## 概要
福井県福井市の中心部、福井駅西口から延びる、片側3 - 4車線の福井市を代表する路線である。
この道路の地下に福井県営地下駐車場が整備され、終点方向からの入り口、同じく終点方向への出口が道路中央側に設けられている。

### 路線データ
- 陸上距離：432m
- 起点：福井県福井市（福井停車場）
- 終点：福井県福井市（大名町交差点、福井県道5号福井加賀線交点）

## 歴史
- 1993年（平成5年）5月11日 - 建設省から、県道福井停車場線が福井停車場線として主要地方道に指定される[1]。

## 路線状況

### 別名・通称
- 中央大通り（福井市）[注釈 1]

## 地理

### 通過する自治体
- 福井市

### 交差する道路
- 福井県道128号福井停車場米松線 お泉水通り（福井駅交差点、起点）
- 福井県道176号御本丸大手町線（福井市大手・県庁入口交差点）
- 福井県道5号福井加賀線・福井県道30号福井丸岡線 フェニックス通り（福井市大手・大名町交差点、終点）

### 沿線にある施設など
- 福井城址（福井市大手）
- 福井県庁（福井市大手）
- 福井市役所（福井市大手）